# Efferia bromleyi
Efferia bromleyi este o specie de muște din genul Efferia, familia Asilidae, descrisă de Scarbrough în anul 2008.
Este endemică în Cuba. Conform Catalogue of Life specia Efferia bromleyi nu are subspecii cunoscute.